# Philo Vance (miniserie televisiva)
Philo Vance è una miniserie televisiva poliziesca italiana trasmessa nel 1974 dalla Rai e centrata sulla figura dell'investigatore-dandy Philo Vance, creata dalla penna dello scrittore S.S. Van Dine. La sceneggiatura della serie era di Biagio Proietti e Belisario Randone mentre la regia televisiva era curata da Marco Leto.
La miniserie era articolata in tre episodi, ciascuno suddiviso in due puntate trasmesse dall'allora Programma Nazionale, il martedì sera in prima serata, dal 3 settembre al 21 settembre 1974.

## Soggetti
Il primo episodio, ispirato al romanzo La strana morte del signor Benson, verte sull'uccisione di un giocatore d'azzardo donnaiolo, ucciso "nella stessa casa in cui si trova occasionalmente Vance". Il secondo, La canarina assassinata, concerne l'assassinio di un'avvenente cantante chiamata appunto "Canarina", che troppo ha rischiato cercando di ricattare i numerosi amanti. Il terzo episodio, infine, La fine dei Greene, riguarda l'uccisione di un miliardario, per il cui omicidio sono indiziate ben nove persone.

## Cast e titoli
Protagonista nei panni dell'investigatore-dandy Philo Vance, appassionato cultore di arte caratterizzato dal fumare soltanto una specifica marca di sigarette (le Regie) e dall'uso di un monocolo per leggere, era Giorgio Albertazzi. L'attore Sergio Rossi impersonava il procuratore distrettuale John Markham e l'attore e doppiatore Silvio Anselmo interpretava il ruolo del sergente Heath. Altri interpreti fissi erano Varo Soleri, che interpretava Currie, il maggiordomo di Philo Vance, e Luigi Virgilio.
Questi titoli e cast delle tre fiction:
| Episodio | Romanzo di riferimento            | Cast |
| -------- | --------------------------------- | --- |
| Primo    | La strana morte del signor Benson | - Giorgio Albertazzi (Philo Vance) - Sergio Rossi (John Markham) - Silvio Anselmo (Sergente Heath) - Paola Quattrini - Gianfranco Barra - Luigi Virgilio - Marco Bonetti - Giorgio Bonora - Luciano Virgilio      |
| Secondo  | La canarina assassinata           | - Giorgio Albertazzi - Silvio Anselmo (Sergente Heath) - Virna Lisi (Margaret Odell) - Sergio Rossi - Lia Tanzi - Gianfranco Barra - Anna Zamboni - Luigi Virgilio                                                |
| Terzo    | La fine dei Greene                | - Giorgio Albertazzi - Silvio Anselmo (Sergente Heath) - Mico Cundari - Micaela Esdra - Anna Maria Gherardi - Nais Lago - Linda Sini - Marco Tulli - Elena Zareschi - Tino Bianchi - Luigi Virgilio - Andrea Lala |